# Terry Devlin
Terry Devlin, né le 6 novembre 2003 à Cookstown en Irlande du Nord, est un footballeur international nord-irlandais qui évolue au poste de milieu de terrain au Portsmouth FC.

## Biographie

### Carrière en club
Devlin fait ses débuts professionnels à l'âge de 15 ans avec le Dungannon Swifts FC, où il accumule 44 apparitions en championnat entre 2019 et 2022. En août 2022, il rejoint le Glentoran FC et devient rapidement un titulaire régulier, contribuant à la qualification européenne du club lors de la saison 2022-2023.
En juin 2023, Devlin signe avec le Portsmouth FC, évoluant alors en EFL League One (troisième division anglaise). Après plusieurs entrées en jeu, il obtient sa première titularisation en championnat le 28 octobre 2023 et marque le but décisif lors d'une victoire 3-2 contre Reading. Une blessure à l'épaule met toutefois en janvier 2024 fin à sa saison, alors que ses coéquipiers valident la promotion en Championship pour la saison 2024-2025. En février 2025, il prolonge son contrat avec le club jusqu'à l'été 2028.

### En sélection
Devlin représente l'Irlande du Nord, d'abord dans l'équipe des moins de 19 ans puis avec les espoirs entre 2022 et 2024.
En novembre 2023, il est convoqué pour la première fois en équipe nationale senior pour les matchs d'éliminatoires de l'Euro 2024 contre le Danemark et la Finlande, et à nouveau en mars 2025 pour des matchs amicaux contre la Suisse et la Suède.
il fait ses débuts en sélection contre la Suisse le 21 mars 2025, remplaçant Ethan Galbraith à la 75e minute.

## Style de jeu
Devlin est reconnu pour sa polyvalence, évoluant principalement en tant que milieu de terrain, mais capable également de jouer en tant qu'arrière droit. Son engagement et sa maturité sur le terrain ont été salués par son entraîneur à Portsmouth, John Mousinho, qui souligne sa passion pour le jeu et sa discipline.

## Palmarès
Portsmouth FC
- Championnat d'Angleterre de D3
  - Champion en 2023-2024[13]